# Tetrorchidium parvulum
Tetrorchidium parvulum là một loài thực vật có hoa trong họ Đại kích. Loài này được Müll.Arg. miêu tả khoa học đầu tiên năm 1874.